# Władysław Podgórski
Władysław Podgórski (ur. 12 lipca 1956 w Rytrze, zm. 9 maja 1976 w Nowym Sączu) – polski biegacz narciarski, olimpijczyk z Innsbrucku 1976.
Na igrzyskach olimpijskich w roku 1976 w Innsbrucku w biegach indywidualnych zajął 44. miejsce w biegu na 15 km, biegu na 30 km nie ukończył, a w sztafecie 4 × 10 km (partnerami byli: Jan Staszel, Jan Dragon, Wiesław Gębala) zajął 13. miejsce. Zginął w wyniku potrącenia przez samochód.